# Exorista spinulosa
Exorista spinulosa là một loài ruồi trong họ Tachinidae.